# أوغست برينتانو
أوغست برينتانو (بالألمانية: August Brentano)‏ كان تاجر صحف في مدينة نيويورك، ولد في هوونامس، النمسا. هاجر إلى نيويورك في عام 1851 وبدأ الأعمال التجارية كناقل وموزع صحف. وقبل وصوله إلى نيويورك، كان قد افتتح منصة كبيرة لبيع الصحف في ريفير هاوس، بوسطن بولاية ماساتشوستس. في وقت لاحق افتتح متجر في 636 برودواي. كانت أعماله كبيرة بسبب مواقع التوزيع المتنوعة، وكونه من بين أوائل من استورد الصحف الي الولايات المتحدة من لندن وغيرها من المدن في إنجلترا.

## التوسع
من 1868 برينتانو وعائلته عملوا في 39 ميدان الإتحاد، حيث أنه هناك تجارتهم أخذت سمعة جيدة. في 1877 برينتانو باع اهتمامه التجاري في مدينة نيويورك لأبناء أخيه. هم بدؤوا عمال تجاري في الصحف في واشنطن العاصمة وشيكاغو، حيث أنها كانت تُدار بواسطة أوغست برينتانو.

## وفاته
مات في شيكاغو في 1886، وقد عاش هناك من 1883. برينتانو الذي لم يتزوج أبداً.